# Pont du Kornhaus
Le Pont du Kornhaus (en allemand : Kornhausbrücke) est un pont de Berne, la capitale de la Suisse. Il franchit l'Aar.

## Situation
Le pont du Kornhaus relie la vieille ville de Berne au quartier de Breitenrain dans le nord de la ville.

## Histoire
Sa construction a été décidée par la commune de Berne, le 13 janvier 1895. Les travaux ont commencé en septembre 1895, et le pont a été inauguré le 18 juin 1898.
Depuis 2009, le pont est équipé de filets anti-suicides.
En 2025, le pont fera l'objet d'une rénovation importante pendant 9 mois, de février à novembre.

## Sources
- (de) Cet article est partiellement ou en totalité issu de l’article de Wikipédia en allemand intitulé « Kornhausbrücke (Bern) » (voir la liste des auteurs).